# Luciano Emílio
Luciano Emílio (* 12. prosince 1978) je bývalý brazilský fotbalový útočník. Od roku 2019 pracuje jako asistent trenéra v týmu Laudoun United FC, rezervním týmu D.C. United. V roce 2007 byl vyhlášen nejlepším hráčem americké Major League Soccer.

## Kariéra
Emílio začal s profesionálním fotbalem v 16 letech v XV de Piracicaba v lize státu São Paulo. Další rok hrál v Rio Branco ve stejné lize. V roce 1997 podepsal smlouvu s německým bundesligovým 1. FC Köln. V Kolíně působil zejména v juniorských týmech, za první mužstvo odehrál 6 utkání. V roce 1999 přestoupil do druholigové Alemmanie Aachen. V roce 2001 se vrátil zpět do Brazílie, do divizního União Barbarense. Tam ale nepůsobil dlouho, po roce se přesunul do honduraského Real CD España, kterému pomohl k titulu. Po úspěšných dvou sezonách přestoupil do CD Olimpia. Následně působil necelý půlrok v mexickém Querétaru, poté se vrátil do Olimpie. V lednu 2007 přestoupil do D.C. United, působícího v americké Major League Soccer. Za D.C. debutoval v utkání Ligy mistrů paradoxně proti svému bývalému klubu, honduraské Olympii, které ve dvojzápase vstřelil tři góly. Ve své první sezoně v MLS vstřelil 20 gólů, stal se nejlepším střelcem ligy, byl vyhlášen nejlepším nově příchozím hráčem ligy a dokonce i nejlepším hráčem celé ligy. V roce 2008 podepsal novou, vylepšenou smlouvu a stal se tzv. „Designated Player“, tj. hráčem nad rámec platového stropu. V srpnu 2009 obdržel tzv. zelenou kartu, čímž se stal domácím hráčem v americké soutěži. Poté odmítl prodloužit smlouvu s nižšími platovými podmínkami a vrátil se do brazilského Rio Branco, ale v dubnu 2010 podepsal krátkodobou (tříměsíční) smlouvu. Po jejím vypršení podepsal v uruguayském Danubio FC. Po roce přestoupil do mexického Atlante UTN (později tým odkoupil licenci a stal se Toros Neza). Po krátkých angažmá zpátky v Olimpii a v brazilském Grêmio Catanduvense ukončil v roce 2013 hráčskou kariéru.